# Cyrielle Voguet
Pour les articles homonymes, voir Voguet.
Cyrielle Voguet, née le 2 novembre 1984 est une actrice française. Elle a joué dans beaucoup de courts métrages, dont Madame de Cyprien Vial, où elle joue le rôle de Magalie. Elle en a elle-même réalisé quelques-uns, notamment Ne t'inquiète de rien. Elle est connue pour avoir joué dans la série télévisée Cœur Océan,  où elle interprétait Cynthia Neumann, ainsi que dans la série La Stagiaire, où elle est Solène la fiancée du juge Boris Delcourt. Elle a aussi joué dans la troupe de théâtre de Fabrice Eberhard.

## Filmographie

### Courts métrages
- 2008 : Madame de Cyprien Vial[2]
- 2008 : Tiramisu d'Aurélien Jouve[3]
- 2008 : L'autre monde de Romain Delange[4]
- 2008 : Flirts de Lionel Dos Santos [5]

### Télévision
- 2006-2010 : Cœur Océan (série TV)
- 2008 : Myster Mocky présente (série TV, 2 épisodes)
- 2015 : Petits secrets entre voisins (série TV, Un week-end de rêve) - Véronique
- 2016 :  Section de recherches (S10E06 Nuit d'ivresse) - Lucie
- depuis 2019 : La Stagiaire - Solène
- 2019 : Soupçons de Lionel Bailliu - Émilie
- 2020 : Balthazar (S03E04 Contre tous) - Flore Lebrun
- 2021 : Tropiques Criminels (S02E04 Cap Chevalier) - Jeanne
- 2024 : Tom et Lola (S01E11 Mystère en mer) - Camille Lebrac
- 2024 : Après la nuit d'Indra Siera - Clémence

### Publicité
- M6 Mobile by Orange[6].

### Clip vidéo
- A qui je parle de Sinclair[1].

## Théâtre
- 2011 : Électre de Sophocle, mise en scène Cyril Cotinaut, Frouard
- 2013 : Oreste de Euripide, mise en scène Cyril Cotinaut, Théâtre national de Nice
- 2013: Bérénice de Jean Racine, mise en scène Cyril Cotinaut
- 2016 : Le Malentendu d'Albert Camus, mise en scène Cyril Cotinaut, Théâtre Francis Gag
- 2016: Timon d'Athènes, d'après William Shakespeare, mise en scène Cyril Cotinaut, Théâtre National de Nice
- 2019: Hamlet Requiem, d'après William Shakespeare, mise en scène Cyril Cotinaut, Théâtre National de Nice